# Boronia warangensis
Boronia warangensis är en vinruteväxtart som beskrevs av Duretto. Boronia warangensis ingår i släktet Boronia och familjen vinruteväxter. Inga underarter finns listade i Catalogue of Life.